# أردشير الثاني الأخميني
أردشير الثاني الأخميني (بالفارسية القديمة: 𐎠𐎼𐎫𐎧𐏁𐏂)، وتعني "الذي حكم عن طريق الحقيقة"، هو ملك ملوك فارس من سنة 404 ق.م حتى وفاته سنة 358 ق.م. وهو ابن دارا الثاني وبروشات.

## الاسم وأصل التسمية
كان الاسم الأول لأردشير الثاني الأخميني حسبما تُرجم في اللغة اليونانية أرسس (Ἄρσης)؛ وباللغة الأكدية (Aršu) حيث اُشتق من اللغة الفارسية القديمة *Ṛšā-(«رجل»، أو «بطل»). كان أردشير الثاني الأخميني معروفًا أيضًا على نطاق واسع باسمه المستعار أَرْشَك، والذي أُثبت في العديد من الرسوم اليونانية مثل أرسيكاس (بلوطرخس)، وأرساكاس وأرساكيس (برسيكا). اُشتق أيضًا من أرشك اسم السلالة الأرشكية التي حكمت الإمبراطورية الفرثية وادعت أنها تنحدر من أردشير الثاني الأخميني نفسه.
تعتبر أرتاكسركسا (Αρταξέρξης) هي الترجمة اليونانية للكلمة الفارسية القديمة أرتاكساكا («الذي حكمه قائم على الحقيقة»). تُعرف الكلمة أيضًا في لغات أخرى مثل: اللغة العيلامية Ir-tak-ik-ša-iš-ša, Ir-da-ik-ša-iš-ša؛ واللغة الأكادية Ar-ta-ʾ-ḫa-šá-is-su؛ واللغة البهلوية والفارسية الجديدة أردشير.
أطلق المؤلفون اليونانيون على أردشير الثاني الأخميني لقب «منيمون» (باللغة الإغريقية Μνήμων؛ وباللغة الفارسية القديمة: abiataka) والذي يعني «التذكر» أو «امتلاك ذاكرة جيدة».

## التأريخ
وُثقت حياة وحكم أردشير الثاني الأخميني بشكل أساسي في المصادر اليونانية الكلاسيكية، والتي تركز بشكل عام على تاريخ الجبهة الغربية. جند قورش الأصغر، الشقيق الأصغر لأردشير الثاني الأخميني، العديد من اليونانيين أثناء تمرده ضد أخيه، ولذلك وُثق حكم أردشير الثاني الأخميني جيدًا حتى وفاة قورش الأصغر في معركة كوناكسا عام 401 قبل الميلاد. أصبحت المعلومات التفصيلية عن بقية حكم أردشير الثاني الأخميني أكثر ندرة بعد ذلك.
اعتمد بلوطرخس على كتسياس ودينون وزينوفون وعدد قليل من الآخرين كمراجع عند كتابة سيرة أردشير الثاني الأخميني. يعد هذا العمل هو السيرة الذاتية الوحيدة لملك أخميني. قال المؤرخ الحديث كارستن بايندر إن عمل بلوطرخس هو «مصدر مميز ولكنه غير موثوق للمعلومات» وأضاف إنه «يجب التعامل معه بأقصى قدر من الحيطة».

## السياسات الدينية
تذكر النقوش الأخمينية منذ عهد دارا الأول (حكم من 522 إلى 486 قبل الميلاد)، آلهة غير مسماة إلى جانب أهورامزدا، الذي اعتبرته العائلة المالكة الإله الأعلى للبانثيون الزرادشتية. لم تُكشف هويات تلك الآلهة إلا في عهد أردشير الثاني الأخميني. عُثر على نقش ثلاثي اللغات في سوسا، يذكر الإلهين أناهيتا ومثرا إلى جانب أهورامزدا.
كان أردشير الثاني الأخميني أول ملك أخميني معروف يؤمن بإلهة «المياه» أناهيتا، التي كانت مرتبطة بالخصوبة والشفاء والحكمة. دعا أردشير الثاني الأخميني إلى عبادة أناهيتا، فقام بتشييد المعابد والتماثيل للإلهة في جميع أنحاء الإمبراطورية. شمل ذلك مدن إكباتان وسوسا وبابل.
يُرجح أيضًا أن يكون معبد آناهيتا في إصطخر قد أسسه أردشير الثاني الأخميني. أصلحت السلالة الساسانية الفارسية وزينت المعبد في بداية القرن الثالث الميلادي، وكانت السلالة بمثابة القائمين على رعاية المعبد وراثيًا.

## الإرث
كان يُنظَر إلى الإمبراطورية الفارسية في عهد أردشير الثاني الأخميني باعتبارها قوة سياسية واجهت العديد من التعقيدات المؤسفة، مثل الحروب العديدة ضد اليونان. كان أحد جوانب إرث أردشير الثاني الأخميني الذي كان له تأثير كبير على خلفائه هو صراعه مع قورش الأصغر. حدث هذا الصراع بسبب الفراغ في السلطة الذي أعقب ذلك، مما سمح بثورة الساتراب وأميرتايوس. عُرف أردشير الثاني الأخميني واشتهر بأعماله في ترميم آثار أسلافه. كان أكبر ترميم قام به هو ترميم قصر أباداناي شوشان. عُرف أردشير الثاني الأخميني أيضًا بقبره في برسيبوليس.
تماثل صورةُ أردشير الثاني الأخميني في المصادر الأجنبية المعاصرة له صورتَه بين نظرائه في الإمبراطورية الأخمينية. يسلط التصوير اليوناني الضوء على حكمه الطويل الذي شهد العديد من الصراعات ونقاط ضعف أردشير الثاني الأخميني في قدرته على التحكم في إمبراطوريته. تركز المصادر اليونانية أيضًا على مشاكله في بلاطه مع حريمه وعبيده المخصيين، كما هو مذكورة في روايات كلوديوس اليانوس عن أسبازيا فوكايا وتيريداتيس. تصور المصادر اليونانية أردشير الثاني الأخميني حزينًا بسبب حكمه.

## التعريف
ذُكر رئيس الكهنة اليهودي يوحانان في برديات إليفانتين التي يرجع تاريخها إلى عام 407 قبل الميلاد، أي أثناء حكم دارا الثاني، وذُكر أيضًا في عزرا 6:10 بعد حكم داريوس (عزرا 6:1) وأثناء حكم أردشير (عزرا 7:1)، ما يقوي التسلسل الزمني.
طرح البعض عدة اقتراحات، منها أن أردشير الثاني الأخميني كان هو أحشويروش المذكور في سفر إستير. سجل بلوطرخس في كتابه الحيوات (75 م) أسماء بديلة لأردشير الثاني الأخميني منيمون، وهي أوارس وأرسيكاس حسب تسمية دينون (حوالي 360-340 قبل الميلاد) وكتسياس (طبيب أردشير الثاني الأخميني) على التوالي. اُشتقت هذه الأسماء من الاسم الفارسي خشايارشا، كما هو الحال مع «أحشويروش» («(Arta)Xerxes») واسم التحبب «أرشو» لأردشير الثاني الأخميني الموجود على نقش معاصر (LBAT 162). يمكن القول هكذا إن هذه المصادر تقول إن أحشويروش هو أردشير الثاني الأخميني في ضوء الأسماء المستخدمة في المصادر العبرية واليونانية، وتتفق مع المعلومات السياقية من هيكاتيوس الزائف وبيروسوس، إلى جانب اتفاقها مع ترتيب الأحداث الذي ذكره الطبري والمسعودي. يقول ابن العبري المؤرخ السرياني في القرن الثالث عشر، في كتابه الكرونوغرافيا، إن أحشويروش هو أردشير الثاني الأخميني، واستشهد بمؤرخ القرن السادس الميلادي يوحنا الأفسسي.

## معرض صور

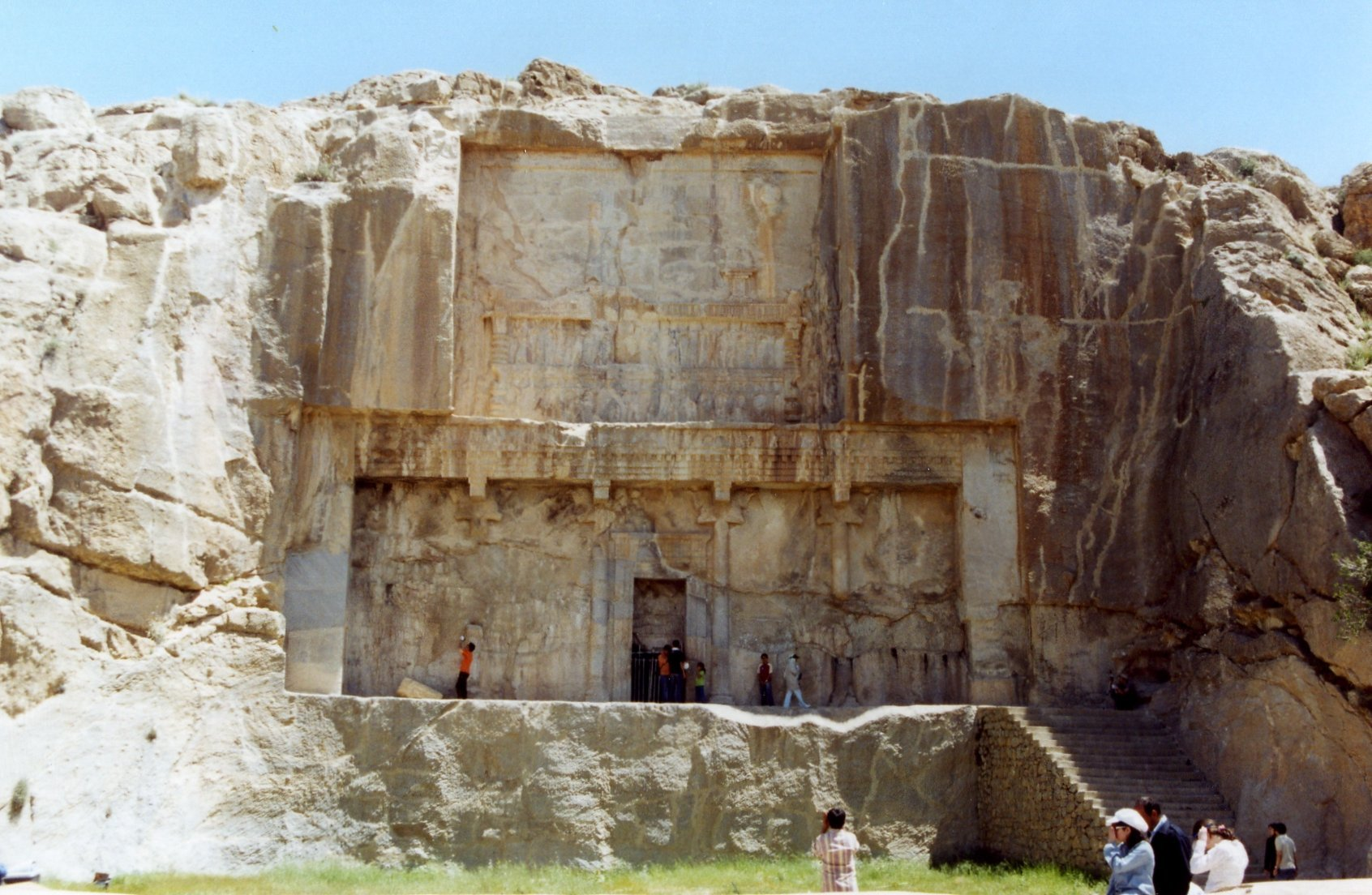
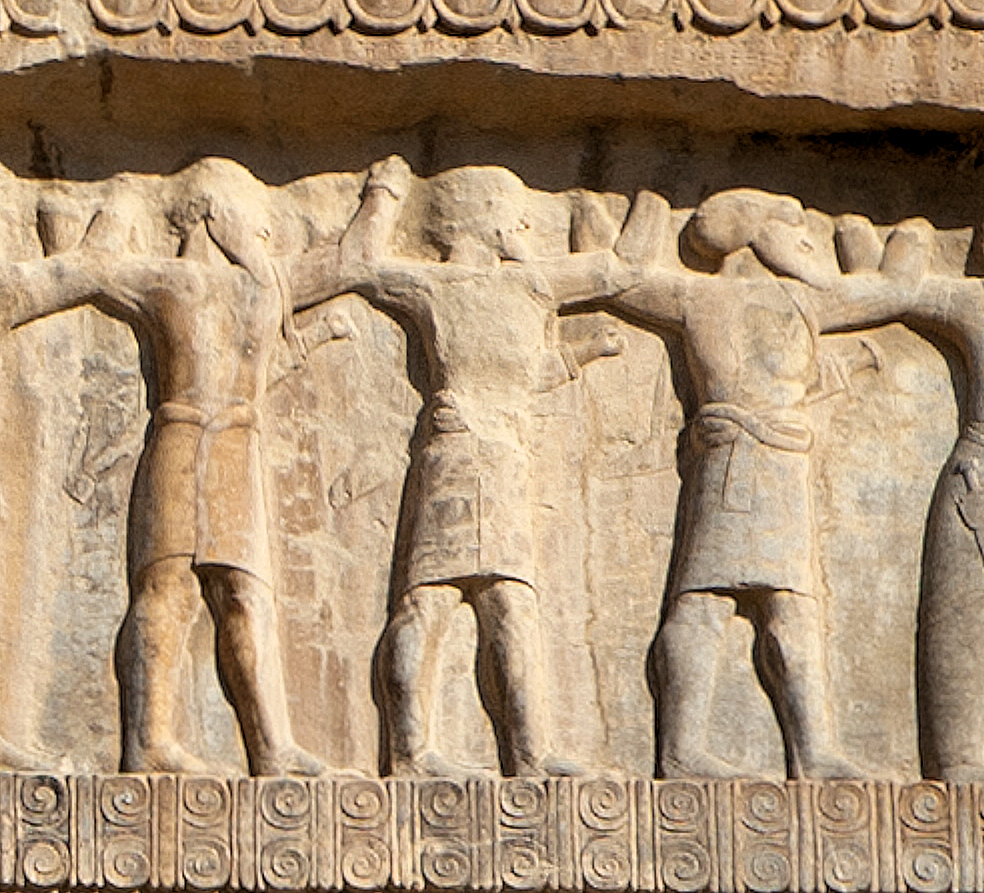
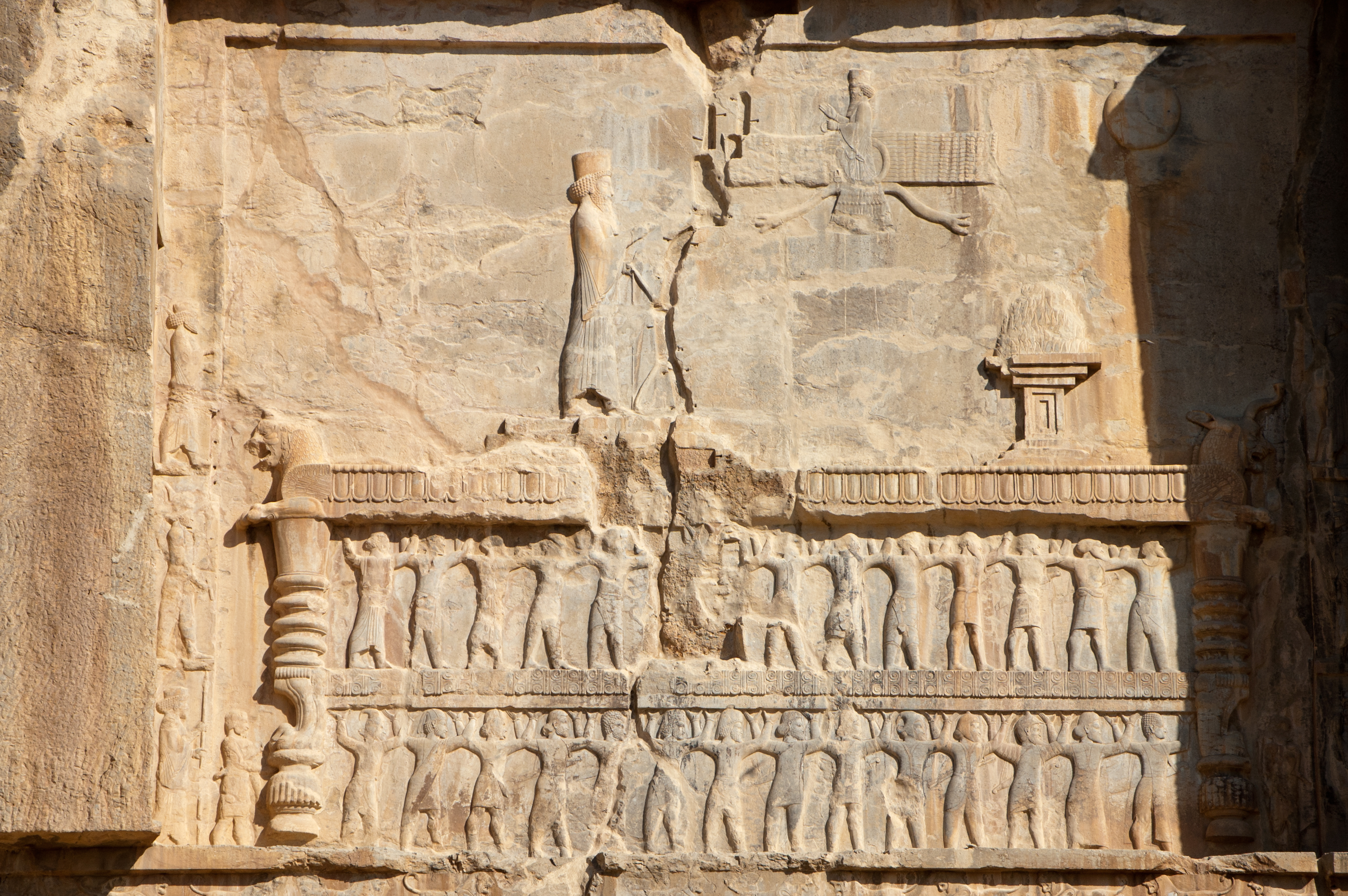

## الحكم
بعد وفاة والده داريوس الثاني، تنازع مع شقيقه قورش الأصغر حول الحكم. كان كورش حينها حاكم آسيا الصغرى وبعد وفاة داريوس جند العديد من المرتزقة الإغريق، مما ادى لغضب أعيان الفرس وتأييدهم لأدرشير. اتجه كورش بجيشه نحو بلاد فارس وتقاتل الاثنان قرب بابل، وقتل كورش في معركة كوناكسا في سنة 401 ق م. في سنة 395 ق م تدخل في الحرب الكورنثية حيث قام بإيقاف أجيسيلاوس الثاني من إحتلال آسيا الصغرى ودعم أعداء إسبرطة أثينا وثيفا وكورنث حيث أعطاهم عشرة ألاف دريك فارسي.

## وصلات خارجية
- سيرة أردشير - فلوطرخس (بالإنجليزية)
- "مذكرات فلكية بشأن أردشير الثاني (سنة 42 = 363-2 ق.م). العمليات العسكرية في بلاد بابل" (بالإنجليزية)
- كتابات مسمارية عن أردشير الثاني بالفارسية القديمة ومترجمة بالإنجليزية (بالإنجليزية)

| أردشير الثاني الأخميني أخمينيونولد: حوالي 436 ق.م توفي: 358 ق.م |                                  |                    |
| سبقه دارا الثاني                                                | ملك (شاه) فارس 404 ق.م – 358 ق.م | تبعه أردشير الثالث |